# Expocenter

Expocenter (2018)

Expocenter ist ein Veranstalter für internationale Ausstellungen und Kongresse in Russland. Ihm gehört der Zentrale Moskauer Ausstellungskomplex „Expocenter“.

## Geschichte
1945 wurde der Ausstellungsausschuss bei der Allunionshandelskammer (VTP) gegründet. Er wurde im Jahre 1947 in die Abteilung für ausländische Ausstellungen (seit 1949 Abteilung für Ausstellungen) umgewandelt. Im Jahr 1959 fand im Park Sokolniki die erste nationale Ausstellung für Industrieproduktion der USA statt, die von Nikita Chruschtschow und Richard Nixon eröffnet wurde. Mit der Organisation dieser Ausstellung auf sowjetischer Seite befasste sich die Abteilung für ausländische Ausstellungen der damaligen Allunionshandelskammer. In der Folgezeit wurde diese Abteilung in die Verwaltung für internationale und ausländische Ausstellungen in der UdSSR (UMIV) umgewandelt. Etwas später führten Bulgarien, Ungarn, Polen, Rumänien, die Tschechoslowakei und andere Staaten ihre Nationalausstellungen durch.
1964 entstanden die Verwaltung für ausländische Ausstellungen in der UdSSR und die Verwaltung für sowjetische Ausstellungen im Ausland. Im gleichen Jahr veranstaltete „Expocenter“ die erste internationale Branchenausstellung „Stroydormash“. Auf dieser Messe wurden die neuesten Bau- und Straßenbaumaschinen und Mechanisierungsmittel für Bau- und Montagearbeiten präsentiert. 377 Firmen aus 20 Staaten der Welt zeigten auf der Gesamtfläche von 54.000 Quadratmeter moderne Maschinen, Ausrüstungen und Technologien für Bau- und Straßenbauarbeiten. Als Mitveranstalter trat das Staatskomitee für Bau-, Straßen- und Kommunalmaschinenbau bei dem Staatlichen Komitee der UdSSR für Bauwesen auf. In den 1960er Jahren wurde im Expocenter mit der Entwicklung eines Ausstellungsprogramms begonnen.
Im Jahr 1969 wurde in der Kammer die Verwaltung für internationale und ausländische Ausstellungen (UMIV), bestehend aus der Abteilung für ausländische Ausstellungen, Abteilung für internationale Ausstellungen und anderen Struktureinheiten gebildet. Diese Funktionsteilung wurde durch das Entstehen neben den auf Vorschlag ausländischer staatlicher Organisationen und Privatfirmen abzuhaltenden Ausstellungen auch der internationalen Foren vom Universalcharakter verursacht. Im Jahr 1972 wurde die Allunionshandelskammer in die Handels- und Industriekammer der UdSSR umgewandelt. Im gleichen Jahr wurde die Allunionsvereinigung „Expocenter“ als kammereigenes Unternehmen der IHK der UdSSR gegründet. „Expocenter“ verfügte über das ausschließliche Recht, internationale und ausländische Ausstellungen in der UdSSR durchzuführen.
Mitte der 1970er Jahre wandte sich die Handels- und Industriekammer der UdSSR auf Initiative des Außenhandelsministers der UdSSR N. S. Patolichev an die Regierung mit dem Vorschlag, das neue Ausstellungskomplex am Ufer des Moskwa-Flusses neben dem Park „Krasnaya Presnya“ zu errichten. Die erste Ausstellungshalle wurde 1977 gebaut und bereits im Januar 1978 empfing sie eine der größten Branchenausstellungen „Derevoobrabotka“. In den 1980er Jahren wurde die Errichtung des Ausstellungskomplexes an der Krasnopresnenskaya Nabereshnaya fortgeführt. Nach der Halle 1 wurden die Hallen 2 und 3 sowie das Messehaus „Forum“ – ein nach seiner architektonischen Lösung einzigartige Gebäude in Form der Glaspyramide in Betrieb genommen. In den darauffolgenden Jahren wuchs das Ausstellungskomplex weiter: Die Hallen 4, 5 und 6 wurden gebaut.
Das Ausstellungsprogramm des Expocenter umfasste Mitte der 80er Jahre alle Hauptbranchen der Volkswirtschaft der UdSSR. Die Verwaltung für sowjetische Ausstellungen im Ausland existierte bis 1989, als sie mit der Allunionsvereinigung „Expocenter“ fusionierte. 1991 ist „Expocenter“ zu einer Aktiengesellschaft geworden.
Im Jahre 2002 wurde Halle 7 errichtet, in der die Idee des doppelstöckigen Ausstellungskomplexes mit mobilen Ausstellungssälen verkörpert wurde. 2007 wurde Halle 8 mit Besprechungsräumen und einem Konferenzsaal in Betrieb genommen. 2014 feierte „Expocenter“ sein 55-jähriges Jubiläum.

## Heutige Situation
Zurzeit verfügt „Expocenter“ über neun Ausstellungshallen mit moderner technischer Ausstattung und mit den vielseitig einsetzbaren Sälen für die Durchführung von Kongressen, Pressekonferenzen, Symposien und Seminaren. Die Gesamtfläche des Zentralen Ausstellungskomplexes „Expocenter“ beträgt 250.000 m², die Ausstellungsfläche 165.000 m², gedeckte Fläche 105.000 m², offene Fläche 60.000 m².
Jährlich finden ca. 100 internationale Ausstellungen im Zentralen Ausstellungskomplex „Expocenter“ statt, die von etwa 2 Mio. Fachbesuchern besucht werden. Mehr als 800 Kongresse, Symposien, Konferenzen werden abgehalten.